# Campionato Europeo Turismo 1965
Il Challenge Europeo Vetture Turismo 1965 (en 1965 European Touring Car Challenge) è stata la terza edizione del Campionato Europeo Turismo riservato alle vetture di Gruppo 2 suddivise i tre divisioni in base alla cilindrata per ognuna delle quali viene assegnato un titolo piloti ed uno costruttori.

## Calendario
| Nº | Gara                          | Sede                        | Data      |
| -- | ----------------------------- | --------------------------- | --------- |
| 1  | Coppa Europa                  | Autodromo di Monza          | 19 marzo  |
| 2  | Mont Ventoux                  | Mont Ventoux                | 6 giugno  |
| 3  | Grosser Preis der Tourenwagen | Anello Nord del Nürburgring | 13 giugno |
| 4  | Coupes de Terlaemen           | Circuito di Zolder          | 26 giugno |
| 5  | ASC Olympia Berg-Rennen       | Axamer Lizum                | 1º agosto |
| 6  | XI. Kanonloppet               | Circuito di Karlskoga       | 8 agosto  |
| 7  | Snetterton 500 km             | Circuito di Snetterton      | 15 agosto |
| 8  | St. Ursanne-Les Rangiérs      | Saint-Ursanne               | 22 agosto |
| 9  | Zandvoort Trophy              | Circuito di Zandvoort       | 29 agosto |

## Vincitori
| Nº | Gara          | Prima divisione             | Seconda divisione                | Terza divisione                 |
| -- | ------------- | --------------------------- | -------------------------------- | ------------------------------- |
| 1  | Monza         | Herbert Demetz              | Andrea De Adamich Sandro Arcioni | Paolo de Leonibus Romano Cappio |
| 2  | Mont Ventoux  | Achille Marzi               | John Whitmore                    | Henri Greder                    |
| 3  | Nürburgring   | Kurt Ahrens Klaus Steinmetz | John Whitmore Jack Sears         | Roy Pierpoint Jochen Neerpasch  |
| 4  | Zolder        | Leo Cella                   | John Whitmore                    | Jacky Ickx                      |
| 5  | Axamer Lizum  | Hans Herrmann               | John Whitmore                    | Pius Zünd                       |
| 6  | Karlskoga     | Ed Swart                    | John Whitmore                    | Bo Ljungfeldt                   |
| 7  | Snetterton    | John Anstead Roy Pike       | John Whitmore                    | Jacquie Bond-Smith              |
| 8  | Saint-Ursanne | Ed Swart                    | John Whitmore                    | Pius Zünd                       |
| 9  | Zandvoort     | Ed Swart                    | John Whitmore                    | Bo Ljungfeldt                   |

## Classifiche

### Piloti
| Pos. | Prima divisione      | Seconda divisione       | Terza divisione     |
| ---- | -------------------- | ----------------------- | ------------------- |
| 1    | Ed Swart (61)        | John Whitmore (81)      | Jacky Ickx (18)     |
| 2    | Kurt Ahrens (30)     | Peter Procter (34)      | Lucien Bianchi (12) |
| 3    | Klaus Steinmetz (24) | Roberto Bussinello (30) | Roy Pierpoint (12)  |